# Charles Simonyi
Charles Simonyi (Hongaars: Simonyi Károly) (Boedapest, 10 september 1948) is een Hongaars-Amerikaans programmeur en ondernemer. Hij werkte eerst bij het Xerox Palo Alto Research Center (PARC) waar veel van de oorspronkelijke microcomputertechnologieën werden ontwikkeld zoals ethernet, de laserprinter, het GUI en objectgeoriënteerd programmeren, wat zijn vakgebied was. Bij PARC ontwikkelde hij de Hongaarse notatie (genoemd naar zijn geboorteland). 
Simonyi ging daarna bij Microsoft werken waar hij meewerkte aan de ontwikkeling van Microsoft Office en als consultant voor Microsoft bijdroeg aan het besturingssysteem van de oorspronkelijke Apple Macintosh.
Daarna leidde Simonyi zijn eigen bedrijf Intentional Software. Dit bedrijf werd op 18 april 2017 verkocht aan Microsoft.
Zijn geschatte fortuin bedroeg anno 2019 $3,5 miljard. Hij had anno april 2013 elf patenten op zijn naam staan.
Hij kwam als personage voor in de film Pirates of Silicon Valley (1999), waarin hij werd gespeeld door Brian Lester.

## Ruimtetoerist
In april 2007 reisde hij mee met Sojoez TMA-10 naar het internationaal ruimtestation als de vijfde zelfgefinancierde ruimtetoerist en de tweede Hongaar in de ruimte (na Bertalan Farkas die in mei 1980 in de ruimte werd gelanceerd). In maart 2009 maakte hij een tweede reis naar het Internationale ruimtestation aan boord van  Sojoez TMA-14. Hij is de enige ruimtetoerist die deze reis tweemaal maakte.